# Pottia appertii
Pottia appertii är en bladmossart som beskrevs av Warnstorf 1916. Pottia appertii ingår i släktet Pottia och familjen Pottiaceae. Inga underarter finns listade i Catalogue of Life.